# 오카하라 마사오
오카하라 마사오(일본어: 岡原 昌男, 1909년 4월 1일~1994년 7월 14일)는 일본의 검사다.

## 생애
1909년 이와테현 이사와군 미즈사와정(현 오슈시)에서 태어났다. 소학교, 중학교,고등학교를 1년씩 월반했다. 제이고등학교를 졸업한 뒤 도쿄제국대학(현 도쿄 대학) 법학부 영법과에 입학했으며 재학 중에 고등문관시험 사법과에 합격했다. 이후 20살에 사법관 시보가 되었다.
검사로서 하코다테지방검찰청, 요코하마지방검찰청, 지바지방검찰청에서 일했으며 이후 사법성에서 형사과장, 인사과장, 회계과장을 역임하는 등 엘리트 검사로서 이름을 떨쳤다. 공안검사에 속했지만 사상과장 같은 노골적인 직위에는 오르지 않았는데 이 덕에 공직 추방을 면할 수 있었다.
전후에 사법성 형사국장을 지낸 후 1954년 지바지방검찰청 검사정으로 좌천됐으며 이후 도쿄고등검찰청 차장검사가 됐다. 1960년에 교토지방검찰청 검사정으로 5년을 재직했다. 3년차에는 검사정 회의 때 "교토의 항구에서 떠돌기를 3년"이라며 전보를 요구했지만 무시당했다. 이후에는 삿포로고등검찰청 검사장, 후쿠오카고등검찰청 검사장, 오사카고등검찰청 검사장 등을 거치며 영전했지만 정작 지방만 돌아다니고 도쿄로는 발령을 받지 못했다. 이는 당시 검찰 내부의 파벌 싸움 때문이었다. 당시 검찰은 사상검사인 시오노 스에히코의 파벌을 계승한 기시모토 요시히로와 형사검사인 오하라 나오시의 파벌을 계승한 바바 요시쓰구 사이의 대립이 격심했다. 기시모토는 검사총장으로 통하는 지름길인 도쿄고등검찰청 검사장을 지냈지만 결국 검사총장이 되지 못했다. 오카하라는 기시모토의 파벌과 인연이 있었기에 인사철마다 차별을 받았고 결국 오사카 고검장을 끝으로 퇴직해야 했다.
오사카 고검장에서 퇴직하기 전에 당시 최고재판소 장관이던 이시다 가즈토로부터 최고재판소 재판관을 해볼 생각이 없냐는 전화를 받았다. 오카하라가 사법성 인사과장으로 있을 때 이시다가 최고재판소 인사과장을 하고 있어 두 사람은 안면이 있었고 오카하라는 이를 받아들여 1970년 10월 최고재판소 재판관이 되었다. 취임하면서 오카하라는 "나는 검찰의 이익을 대표하러 온 것이 아니다"라고 말했다. 그리고 1977년 8월에는 최고재판소 장관에 취임했다. 검사 출신 장관은 오카하라가 지금까지도 유일하다.
장관으로 취임할 때 "나의 좌우명은 칙천거사다. 사심을 버리고 정도에 맞는 모습을 찾겠다"라고 말했다. 1978년 5월 헌법기념일 기자회견에서 "변호사가 반드시 참여해야 하는 형사 사건에서 변호사 없이도 재판을 진행할 수 있도록 법률을 개정해야 한다. 재판소가 노력해도 한계가 있다. 법정에서 문제를 일으키는 변호사는 단번에 (징계 처분을) 해야 한다"라고 발언해 파문을 일으켰다. 오카하라는 신속한 재판을 위해서 한 말이었지만 일본변호사연합회는 강하게 반발했다. 이후 일본변호사연합회가 신속한 재판 심리에 협력하는 것을 조건으로 해당 법률안은 폐기됐다.
장관 재직 기간이 1년 7개월로 길지 않지만 오사카 공항 재판과 록히드 사건 등의 촉탁 심문 조서를 둘러싸고 중요한 역할을 수행했다는 평가를 받는다. 1979년 3월에 정년 퇴직했으며 4월에 훈1등 욱일대수장을 수훈했다.
1994년에 향년 85세로 사망했다.

## 참고 문헌
- 野村二郎 (1986). 《最高裁全裁判官：人と判決》 (일본어). 三省堂. ISBN 9784385320403.
- 野村二郎 (2004). 《日本の裁判史を読む事典》 (일본어). 自由国民社. ISBN 9784426221126.
- 山本祐司 (1997). 《最高裁物語（下）》 (일본어). 講談社+α文庫. ISBN 9784062561938.

| 전임 후지바야시 에키조 | 제8대 최고재판소 장관 1977년 8월 26일~1979년 3월 31일 | 후임 핫토리 다카아키 |